# Campo de referencia geomagnético internacional

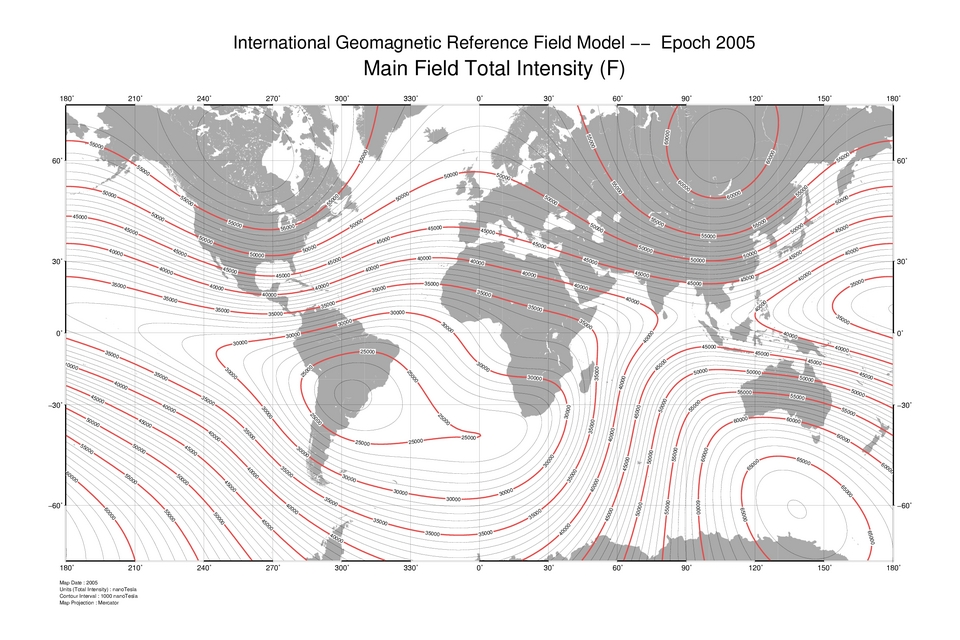
Módulo de vector de campo magnético para IGRF2005

El campo de referencia geomagnético internacional (IGRF) es una descripción matemática estándar de la estructura a gran escala del campo magnético principal de la Tierra y su variación secular. Fue creado ajustando parámetros de un modelo matemático del campo magnético a los datos medidos del campo magnético de encuestas, observatorios y satélites en todo el mundo. El IGRF se ha elaborado y actualizado bajo la dirección de la Asociación Internacional de Geomagnetismo y Aeronomía (IAGA) desde 1965.
El modelo IGRF cubre un período de tiempo significativo, por lo que es útil para interpretar datos históricos. (Esto es diferente al Modelo Magnético Mundial, que está destinado a la navegación en los próximos años.) Se actualiza a intervalos de 5 años, reflejando las mediciones más precisas disponibles en ese momento. La decimotercera edición actual del modelo IGRF se lanzó en diciembre de 2019 y es válida desde 1900 hasta 2025. Para el intervalo de 1945 a 2015, es "definitivo", lo que significa que es poco probable que las actualizaciones futuras mejoren el modelo de manera significativa.

## Armónicos esféricos
El IGRF modela el campo geomagnético {\displaystyle {\vec {B}}(r,\phi ,\theta ,t)} como un gradiente de un potencial escalar magnético {\displaystyle V(r,\phi ,\theta ,t)}
El modelo de potencial escalar magnético consiste en los coeficientes de Gauss que definen una expansión armónica esférica de {\displaystyle V}
{\displaystyle V(r,\phi ,\theta ,t)=a\sum _{\ell =1}^{L}\sum _{m=0}^{\ell }\left({\frac {a}{r}}\right)^{\ell +1}\left(g_{\ell }^{m}(t)\cos m\phi +h_{\ell }^{m}(t)\operatorname {sen} m\phi \right)P_{\ell }^{m}\left(\cos \theta \right)}
donde {\displaystyle r} es la distancia radial desde el centro de la Tierra, {\displaystyle L} es el grado máximo de expansión, {\displaystyle \phi } es la longitud este, {\displaystyle \theta } es colatitude (el ángulo polar), {\displaystyle a} es el radio de la Tierra, {\displaystyle g_{\ell }^{m}} y {\displaystyle h_{\ell }^{m}} son los coeficientes de Gauss, y {\displaystyle P_{\ell }^{m}\left(\cos \theta \right)} son las funciones asociadas de Legendre normalizadas de Schmidt de grado {\displaystyle l} y el orden {\displaystyle m}. Se supone que los coeficientes de Gauss varían linealmente durante el intervalo de tiempo especificado por el modelo.